# Santiago Morales
Santiago Morales Alonso (ur. 20 listopada 1951 w La Aldea de San Nicolás, zm. 26 listopada 2005)) – hiszpański zapaśnik walczący w stylu wolnym. Olimpijczyk z Moskwy 1980, gdzie zajął jedenaste miejsce w wadze ciężkiej. 
Zajął dziewiąte miejsce na mistrzostwach Europy w 1980. Złoty medalista igrzysk śródziemnomorskich w 1979; brązowy w 1983; czwarty w 1975 i piąty w 1987 roku.

## Letnie Igrzyska Olimpijskie 1980
| Konkurencja       | Rundy eliminacyjne | Rundy eliminacyjne             | Klas. końcowa |
| Konkurencja       | Przeciwnik I       | Przeciwnik II                  | Miejsce       |
| ----------------- | ------------------ | ------------------------------ | ------------- |
| 100 kg styl wolny | Illa Mate (URS) P  | Chorloogijn Bajanmönch (MGL) P | 11.           |